# Železné hory
Železné hory jsou pohořím a geomorfologickým celkem o rozloze 761,77 km² v severní části Českomoravské vrchoviny, na vymezené části území i stejnojmennou chráněnou krajinnou oblastí a národním geoparkem v České republice. Z hlediska administrativně správního náleží největší částí své rozlohy do Pardubického kraje, jihozápadní část do Kraje Vysočina a okrajem na severozápadě do Středočeského kraje.
Pohoří orientované jihovýchod – severozápad má přibližně trojúhelníkový tvar zužující se k nejsevernějšímu výběžku na území Týnce nad Labem nedaleko Kolína, náležejícímu do Středočeského kraje. Směrem k jihovýchodu je protažené do vzdálenosti v rozmezí 50–60 km, na severovýchodním okraji v nižších nadmořských výškách k Proseči v okrese Chrudim, náležejícímu do Pardubického kraje, na jihozápadě podél tektonické linie nazvané železnohorský zlom ke Ždírci nad Doubravou v okrese Havlíčkův Brod a v územním výběžku dosahujícím až k Vojnovu Městci v okrese Žďár nad Sázavou, obcí náležejícími do Kraje Vysočina.
Typem georeliéfu plochá vrchovina (nikoliv hornatina podle názvu pohoří) v nadmořských výškách 198–738 m, se střední výškou 480 m a sklonem 3°45’, se složitým geologickým podložím, v centrální části zejména s hlubinnými vyvřelinami tzv. železnohorského plutonu (oblast Nasavrky – Trhová Kamenice – Skuteč) v Sečské vrchovině. Na severozápadě se ve Chvaletické pahorkatině nachází výrazný žulový komplex, patřící k nejstarším žulám v Českém masivu.
Nadmořská výška vrchoviny klesá severovýchodním směrem k linii měst Chvaletice – Slatiňany – Proseč a na severozápad, nejníže je situována hladina Labe v nadmořské výšce 198 m na území Týnce nad Labem na severovýchodním cípu. Nejvyšších nadmořských výšek kolem 600 až 700 m dosahují Železné hory na jihozápadě až jihovýchodě, především v širším okolí Hlinska. Nejvyšším vrcholem v rámci geomorfologického celku je vrch U oběšeného (738 m n. m.) na katastrálním území obce Svratouch v Pardubickém kraji.

## Původ názvu
Zeměpisné jméno (oronymum) Železné hory pochází podle historických pramenů od dobývání železné rudy, těžila se ve více lokalitách oblasti. Slovo „hory“ se v zeměpisném názvu pohoří objevilo ve významu staročeského označení pro dolování (důl, doly = hory). Těžba železné rudy probíhala v okolí obcí dnešního Pardubického kraje, například Včelákova, Křižanovic, Vojtěchova, Lukavice (pyrit) a manganová ruda s pyritem u Chvaletic.
Zbraslavská kronika uvádí jejich latinský název „Montes ferrei“ (česky: Hory železné). Pod tímto názvem se však původně rozuměla oblast v současné severozápadní části pohoří, přibližně od Chvaletic k Lichnici. Německy se nazývají Eisengebirge.

## Geografie
Geografie Česka řadí Železné hory výškovou členitostí mezi vrchoviny, slovo „hory" v jejich názvu má historické souvislosti (viz Původ názvu). Rozlohou zaujímají krajinnou oblast v nadmořských výškách 198 až 737 m, přibližně od nejnižší polohy v úrovni řeky Labe u zdymadla na katastrálním území města Týnec nad Labem na rozhraní se Středolabskou tabulí až k nejvyššímu vrcholu U oběšeného na katastrálním území obce Svratouch, nad rozhraním s Hornosvrateckou vrchovinou.
Horský dojem Železných hor vyvolává především tzv. železnohorský hřbet v pohledu od jihozápadu, například od Pařížova z Hornosázavské pahorkatiny směrem k městu Třemošnice, zejména na část pohoří s názvem Kaňkovy hory se stejnojmennou národní přírodní památkou.
Ve směru linie Třemošnice–Chrudim, měst na okraji Železných hor, nadmořská výška postupně klesá na svahu zemské (železnohorské) klínové kry ukloněné k severovýchodu, mezi Hornosázavskou a Svitavskou pahorkatinou, od jihozápadního okraje s vrcholovou částí Kaňkových hor, jejichž hřbet dosahuje výšky 560,0 m n. m., k vrcholu Podhůra (356,4 m n. m.) na severovýchodním okraji.
Železné hory, obecně označované jako pohoří vrchovinného rázu, jsou v centrální části zastoupeny horopisně nejvyšší Kameničskou vrchovinou, krajinu tzv. podhůří tvoří pahorkatiny (Chvaletická na severozápadě, Skutečská na severovýchodě a Stružinecká na jihovýchodním okraji). Výrazné pásmo vrcholů na jihozápadním okraji, vyvolávající dojem hornatiny a označované jako železnohorský hřbet, je nad Třemošnicí přerušeno sníženinou Podhradské kotliny, přibližně mezi soutěskami s názvy Lovětínská rokle a Hedvičino údolí.
Železné hory zahrnují krajinnou oblast přibližně vymezenou obcemi (místy) po jejím obvodu (s nepřesností územních výběžků) od severu: Týnec nad Labem, Chvaletice, Zdechovice (rybník Pazderna), Jankovice u Přelouče, Brloh u Přelouče (Mlýnský rybník), Chrtníky (Chrtnický rybník), Svinčany, Heřmanův Městec, Rabštejnská Lhota, Chrudim (lokalita Pod Hůrou), Slatiňany (řeka Chrudimka přibližně u Mostu knížete Auersperga), Škrovád, Bítovany (rybník Farář), Smrček u Žumberka (rybník Velká Straka), Vrbatův Kostelec (základní nivelační bod 378,10 m n. m.), Skutíčko, Skuteč (koryto Anenského potoka u Štěpánovského rybníka), Lažany u Skutče (lesní lokalita Borek), Hněvětice (řeka Krounka pod lokalitou Kamenec 381 m n. m.), Perálec (rybniční soustava v lokalitě Pod vsí), Zderaz, Proseč u Skutče (lokalita Borka), Česká Rybná, Otradov (lokalita Na zadech), Rychnov (Rychnovský potok u mostu silnice I/34), Pustá Kamenice, Čachnov (Čachnovský potok), Krouna (silnice II/354 nad obcí směrem Svratouch, přibližně nivelační bod 596,79 m n. m. na okraji lesní lokality), Svratouch (silnice II/354 ve vrcholu sedla v horní části obce mezi vrchy U oběšeného a Otava), Svratka (kostel sv. Jana Křtitele – koryto řeky Svratky), Herálec (rybník Šantrůček), Vortová (Černá skalka 658,7 m n. m.), Vojnův Městec, Krucemburk, Ždírec nad Doubravou, Horní- a Nový Studenec, Podmoklany, Sloupno u Chotěboře, Kladruby, Lhůta, Předboř, Horní Lhotka, Čečkovice, Jeřišno, Chuchel, Běstvina, Kubíkovy Duby, Třemošnice nad Doubravou, Závratec, Žlebské Chvalovice, Licoměřice, Podhořany u Ronova, Semtěš u Bílého Podolí, Brambory, Horušice, Bernardov a opět Týnec nad Labem.
Celou plochou leží v Železných horách:
- město Hlinsko, Nasavrky, Seč
- městys Bojanov, Trhová Kamenice, Včelákov

Digitální technikou zpracovaná data v 21. století uvádějí rozlohu 761,77 km², střední výšku 480,4 m a 3°45’ střední sklon území geomorfologického celku Železné hory.

### Geomorfologie a přírodní poměry

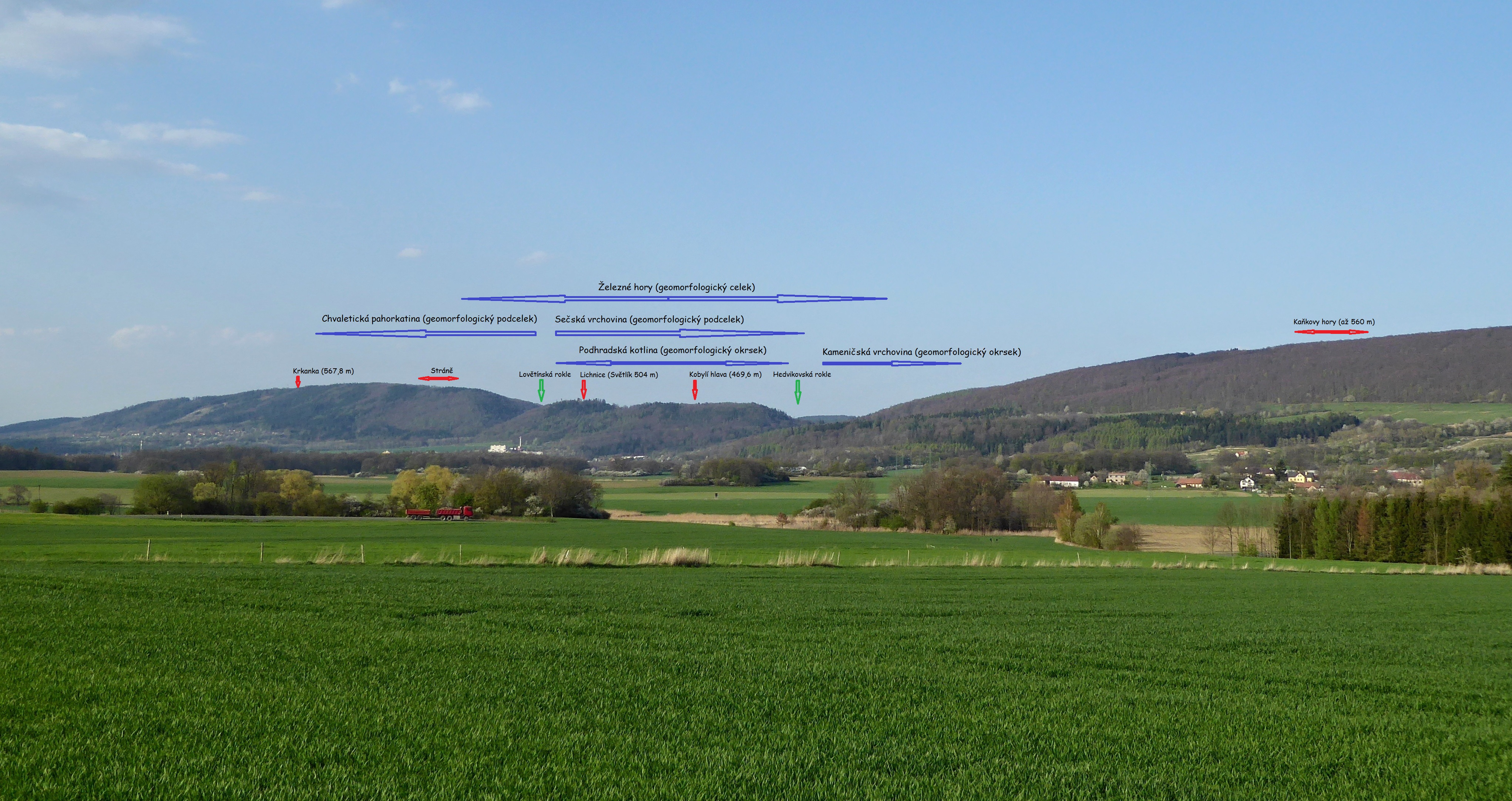
Geomorfologické členění Železných hor; jihozápadní hřbet zemské klínové kry s popisky ve fotografii, pohled od Pařížova směrem k Třemošnici

Geomorfologie začleňuje Železné hory mezi geomorfologické celky v rámci regionálního členění georeliéfu (tvaru zemského povrchu) provedeného systematicky pro celé území Česka. V seznamu geomorfologických jednotek nese označení třímístným indexem „IIC-3" a obecně ho charakterizuje stejná morfostruktura a historie geomorfologického vývoje.
Tvoří klínovou kru ukloněnou k severovýchodu a omezenou na jihozápadě výrazným zlomovým svahem nazvaným Dlouhá mez s terénním valem výrazným např. při pohledu ze Štikovské vyhlídky (Štikov). Jádro je vytvořeno vyvřelinami nasavrckého, resp. železnohorského a chvaletického žulového masivu. Severozápadní část pohoří tvoří proterozoické a paleozoické zvrásněné horniny a ostrůvky křídových usazenin. V oblasti kolem obcí Prachovice a Vápenný Podol se vytvořily ve vápencích krasové jevy (nepřístupné jeskyně Páterova a Podolská).
Podle charakteru georeliéfu Železných hor se geomorfologický celek člení na dvě části. Menší geomorfologický podcelek o rozloze 159,16 km² na severozápadě je Chvaletická pahorkatina (index IIC-3A), která je v úzkém pásu od Pardubické kotliny směrem k Čáslavské kotlině protnuta řekou Labe v délce několika set metrů a za ní, na jejím pravém břehu, končí nízkými pahorky. Chvaletická pahorkatina se již dále nečlení.
Horopisně vyšší a plochou rozsáhlejší v jihovýchodní části pohoří je geomorfologický podcelek s názvem Sečská vrchovina (index IIC-3B) o rozloze 602,61 km², jejíž hydrografickou osu tvoří Chrudimka, nejvýznamnější řeka oblasti, s Filipovským pramenem na severozápadním úbočí vrchu U oběšeného, ostrým ohybem v prostoru vodní nádrže Seč a průtokem v hlubokém říčním údolí typu soutěsky v přírodních rezervacích Krkanka a Strádovské peklo.
Skladebnou část Sečské vrchoviny tvoří čtyři geomorfologické okrsky, řádově nejnižší geomorfologické jednotky se dále nedělí, obecně je charakterizuje typ georeliéfu se stejným původem povrchových tvarů a s podobnou výškovou polohou:
- Kameničská vrchovina (index IIC-3B-1)
- Skutečská pahorkatina (index IIC-3B-2)
- Stružinecká pahorkatina (index IIC-3B-3)
- Podhradská kotlina (index IIC-3B-4)

Nad hlubinným zlomem mezi Týncem nad Labem a Ždírcem nad Doubravou se vytvořil výrazný hřbet (označovaný jako Železnohorský) mohutné zemské klínové kry vyzdvižené v geologickém období třetihor (terciér) a ukloněné k severovýchodu, v georeliéfu například ve Chvaletické pahorkatině od nejvyššího bodu na vrcholu Krkanky (568 m n. m.) směrem k městu Heřmanův Městec nebo v Sečské vrchovině na linii měst Seč – Slatiňany, k řece Chrudimce (268 m n. m.) a nebo také od nejvyššího vrchu Vestec (668 m n. m.) v chráněné krajinné oblasti Železné hory směrem k Anenskému potoku (354 m n. m.) na katastrálním území města Skuteč ve Skutečské pahorkatině.
Nejvýraznější je jihozápadní hřbet Železných hor přibližně od vrcholu Skála (490 m n. m.) ve Chvaletické pahorkatině na katastrálním území Licoměřice směrem k nejvyššímu bodu v Chráněné krajinné oblasti Železné hory na vrcholu Vestce na katastrálním území Dolní Vestec v Kameničské vrchovině. Železnohorský hřbet je rozrušen dvěma hlubokými údolími, severněji ležící Lovětínskou roklí a od jihu Hedvikovskou (též Hedvičino údolí). Sníženina je součástí erozně-denudační Podhradské kotliny a tvoří současně rozhraní mezi geomorfologickými jednotkami Železných hor.
V pohledu z Čáslavské kotliny působí zlomový svah pohoří místy až horským dojmem, např. v části „Hřebeny“ náležející do Chvaletické pahorkatiny. Převýšení na některých místech dosahuje více než 200 m, výrazné zejména v části hřbetu s názvem Kaňkovy hory v Sečské vrchovině. Od jihozápadu z Hornosázavské pahorkatiny patrné nad Třemošnicí obě zmíněné hluboké soutěsky (Lovětínská a Hedvikovská), ohraničující sníženinu Podhradské kotliny s dominantou zříceniny hradu Lichnice (504 m n. m.).
Pohoří má přibližně trojúhelníkový půdorys protažený od jihovýchodu k severozápadu. Podle geologických map je výrazný zhruba mezi Ždírcem nad Doubravou, Týncem nad Labem a Skutčí, vystupující na jihu příkře a na severu pozvolna z okolní krajiny. Svahy jihozápadního hřbetu Železných hor v terénu výraznější zhruba od Bernardova ve Středočeském kraji v pásmu pokračujícím v jihovýchodním směru ke Ždírci nad Doubravou a stoupajícím s nadmořskou výškou. Na spojnici mezi Ždírcem nad Doubravou a městem Skuteč je geomorfologický celek Železných hor v souvislém pásu území kolem 20 km nejširší a směrem k severozápadu se postupně zužuje.
Na mnoha místech Železných hor doklady o geologické minulosti Země v podobě hornin různého stáří, zvláště atraktivní zmíněné rokle Lovětínská a Hedvikovská u Třemošnice a řeka Chrudimka v hlubokých údolích přírodních rezervací Krkanka a Strádovské Peklo. V oblasti kolem Prachovic se dobývá vápenec, v důsledku těžby objeveny krasové jevy u Vápenného Podola. V oblasti Skutečské pahorkatiny (Žumberk, Leštinka, Skuteč) stále činné kamenolomy s těžbou žuly a také mnoho zatopených bývalých lomů, dotvářejících krajinný ráz Železných hor.
Od vydání Zeměpisného lexikonu ČSR v roce 1987 se počátkem 21. století na základě aktualizace rozsahu území geomorfologických jednotek pomocí digitální techniky hranice geomorfologického celku změnily, zejména v jihovýchodní části na styku s geomorfologickým celkem Hornosvratecká vrchovina. V roce 1987 byl Geografickým ústavem ČSAV uváděn nejvyšší vrch Pešava (697 m n. m.) na katastrálním území Jeníkov a v roce 2006, po upřesnění územního vymezení geomorfologických jednotek v rámci celého Česka, prezentován nejvyšší vrchol U oběšeného (738 m n. m.) na katastrálním území obce Svratouch.  Nejvyšší vrch v samotné stejnojmenné chráněné krajinné oblasti je Vestec (668 m n. m.) na katastrálním území obce Slavíkov v Kraji Vysočina. Nejníže je situovaná hladina Labe v nadmořské výšce 198 m na území Týnce nad Labem ve Středočeském kraji.
Železné hory jsou podle geomorfologického členění georeliéfu Česka součástí geomorfologické podsoustavy s názvem Českomoravská vrchovina (index IIC), náležející do geomorfologické Česko-moravské soustavy (index II) v rámci provincie Česká vysočina (index se neuvádí).
Při výzkumných úkolech používají autoři různá kritéria pro geomorfologické členění zkoumaného území; pro oblast Železných hor vzniklo například členění v rozsahu, který uvádí tabulka:[zdroj?]
| Geomorfologické členění Železných hor                                                | Geomorfologické členění Železných hor | Geomorfologické členění Železných hor                                  |
| ------------------------------------------------------------------------------------ | ------------------------------------- | ---------------------------------------------------------------------- |
| ČESKÁ VYSOČINA • Česko-moravská subprovincie • Českomoravská vrchovina               |                                       |                                                                        |
| CHVALETICKÁ PAHORKATINA                                                              | nečlení se                            | nečlení se (bezejmenný, 450 m, západně od Slavkovic)                   |
| SEČSKÁ VRCHOVINA                                                                     | Spálavský hřbet                       | Lichnický hřbet (Krkanka, 568 m) Klokočovský hřbet (Spálava, 663 m)    |
| SEČSKÁ VRCHOVINA                                                                     | Prachovická pahorkatina               | nečlení se (Bučina, 606 m)                                             |
| SEČSKÁ VRCHOVINA                                                                     | Nasavrcká vrchovina                   | nečlení se (Krásný, 616 m)                                             |
| SEČSKÁ VRCHOVINA                                                                     | Žumberská pahorkatina                 | Miřetická pahorkatina (465 m) Prosetínská pahorkatina (Zárubka, 455 m) |
| SEČSKÁ VRCHOVINA                                                                     | Trhovokamenická vrchovina             | nečlení se (Vestec, 668 m)                                             |
| PROVINCIE • Subprovincie • Oblast / Celek / PODCELEK • Okrsek • Podokrsek • (vrchol) |                                       |                                                                        |

### Vymezení Železných hor

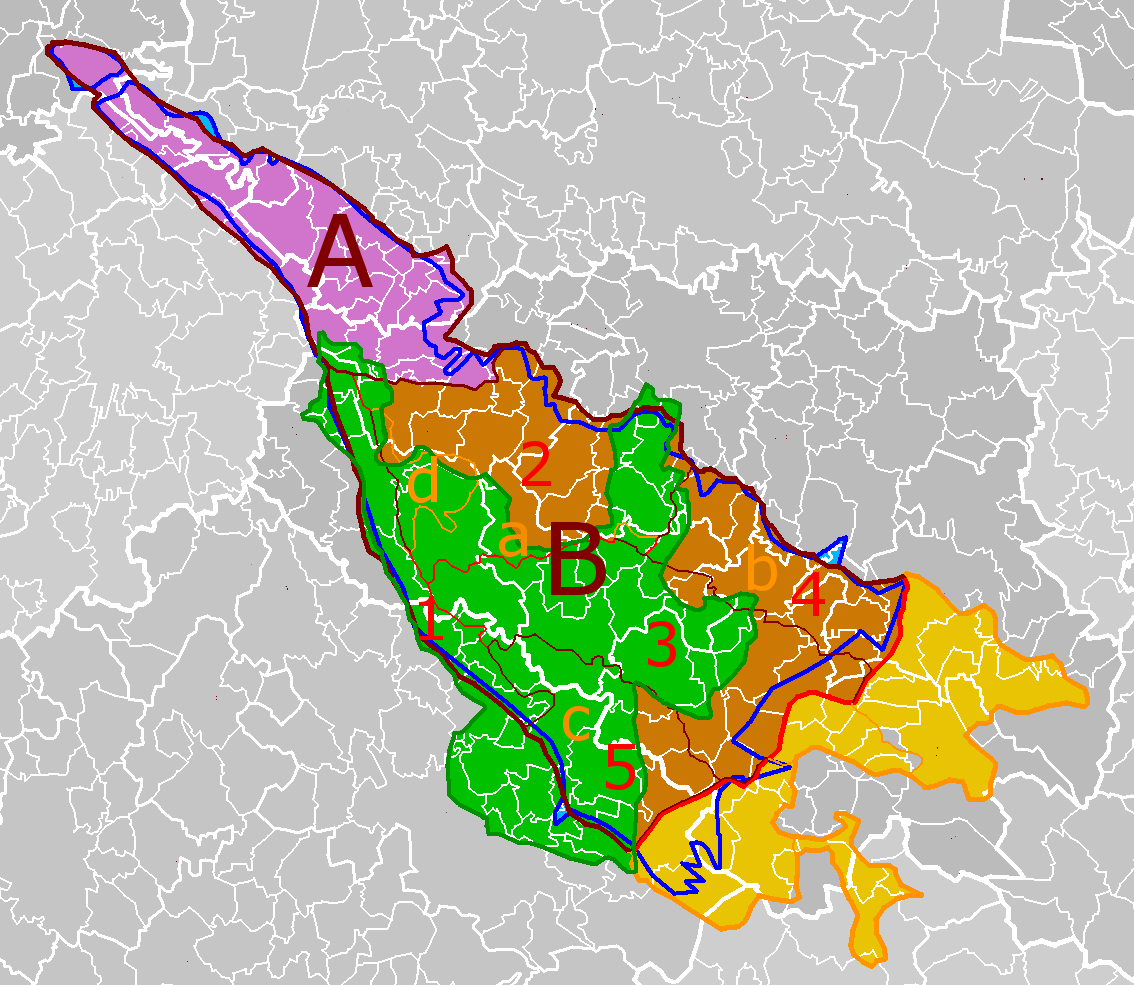
Vymezení Železných hor se liší definovaným územím; název historické přírodní oblasti (zhruba fialová) byl použit v 19. století při geologickém mapování krajiny (rozhraní hnědá - žlutá), ve 20. století pro určení geomorfologické jednotky (+ žlutá), v roce 1991 pro CHKO Železné hory (zelená, i mimo ŽH), v roce 2012 pro národní geopark (bez znázornění, i mimo ŽH) – shodný název pro území v různém pojetí s jinou rozlohou

Do 19. století byla oblast Železných hor zmiňována v souvislosti s dobýváním železné rudy bez konkrétního územního vymezení. Podle historických pramenů (Zbraslavská kronika) a odborně populárních publikací (Železné hory očima geologa) se jednalo o severozápadní oblast od řeky Labe směrem k Podhradí se zříceninou hradu Lichnice.
V 19. století vedl v oblasti geologický výzkum Jan Krejčí (1825 – 1887), významný český přírodovědec, který se podílel na geologickém mapování Čech. V publikovaných výsledcích své práce použil pro zkoumané území název Železné hory a původně menší „historickou oblast" vymezil hranicí vedenou od řeky Labe u Týnce nad Labem jihovýchodním směrem až k Hlinsku, od něho ke Skutči a následně přes Slatiňany k Heřmanovu Městci a dále k Přelouči, opět k řece Labi.
V průběhu 20. století vymezil oblast Železných hor v důsledku kodifikace názvů geomorfologických jednotek bývalý Geografický ústav Československé akademie věd (v roce 1993 zrušen) s jihovýchodní hranicí v oblasti mezi Hlinskem a Kameničkami a s nejvyšším bodem na vrcholu Pešava (697 m n. m.).
Výzkumem Železných hor se intenzivně zabýval také geolog a petrograf Jindřich Vodička, pracovník bývalého Ústředního ústavu geologického v Praze. V poslední práci z roku 1997 (sborník Železné hory očima geologa) vymezil Železné hory hranicí vedenou zhruba od řeky Labe u Týnce nad Labem směrem na Semtěš, Ronov nad Doubravou, Třemošnici, Běstvinu, Maleč a Ždírec nad Doubravou, dále ve směru na Hlinsko a Skuteč, od ní na Vrbatův Kostelec, Slatiňany, Rabštejnskou Lhotu, Heřmanův Městec, Choltice, Přelouč a zpět k řece Labi. Podle zmíněného územního vymezení Železných hor by jejich nejvyšším bodem byl Vestec, v současnosti nejvyšší vrchol na území chráněné krajinné oblasti Železné hory.
Ve své práci Jindřich Vodička zmiňuje také vhodnost úpravy hranic chráněného území ve prospěch CHKO Železné hory, mj. i v oblasti mezi Trhovou Kamenicí a Hlinskem. Uvádí také, že název „Železné hory“ v současnosti (rok 1997) platí v jiném pojetí geografickém, geologickém a topografickém, než tomu bylo v minulosti.
Počátek 21. století umožnil novými technologiemi přezkoumat dosavadní geomorfologické členění Česka a vypracovat novou digitální mapu na podkladu vrstevnicové mapy a upřesnit výměry geomorfologických jednotek, včetně jejich hranic. Jihovýchodní rozhraní Železných hor na styku s Hornosvrateckou vrchovinou doznalo změn, hranice je vedena katastrálním územím obce Svratouch s nejvyšším bodem U oběšeného (738 m n. m.).
Vymezené území, jehož charakter (krajina) je výsledkem činnosti a vzájemného působení přírody a lidí, má více podob, například přírodní oblasti (geomorfologické jednotky), zvláště chráněného území, geoparku, mikroregionu aj. pod shodným názvem v různém významu. Pojetí krajiny souvisí s Evropskou úmluvou o krajině, český překlad je účinný od 10. února 2017 a publikovaný ve Sbírce mezinárodních smluv čá 6/2017.
Územní vymezení Železných hor (krajinné oblasti) je základní podmínkou pro významné činnosti (krajinnou politiku a cílovou kvalitu, ochranu, správu a plánování krajiny) a také místní rozvoj související s krajinou a krajinným rázem konkrétního území se specifickým účelem pro jaký bylo vymezeno. Příkladem jsou:
- mikroregiony se svazky obcí s názvy Centrum Železných hor[14], Heřmanoměstecko[15], Hlinecko[16], Chrudimsko[17], Podhůří Železných hor[18], Skutečsko-Ležácko[19], Svazek obcí Podoubraví (Slavíkov, Sloupno)[20], Svazek obcí Týnecko (Týnec nad Labem)[21], Železné hory[22]
- místní akční skupiny s názvy Železnohorský region[23], Hlinecko[24] a částečně Havlíčkův kraj[25], Chrudimsko[26], Litomyšlsko (Proseč)[27], Podhůří Železných hor[28], Poličsko (Pustá Kamenice)[29], Skutečsko – Košumbersko – Chrastecko (Skuteč)[30] a Zálabí (Týnec nad Labem)[31] pro spolupráci subjektů z různých sfér působení a také pro využívání dotační politiky Evropské unie.

## Geologie
Železné hory prošly složitým geologickým vývojem a patří mezi geologicky nejpestřejší území v České republice. V oblasti jsou zastoupeny prakticky všechny geologické formace (od prahorních až po čtvrtohorní), známé z ostatních oblastí Českého masivu.
Při průzkumech v jednotlivých lokalitách bylo zjištěno více než 100 druhů hornin s mnoha vzácnými minerály, některé patří k vůbec nejstarším v Českém masivu. V severovýchodní části (Chvaletická pahorkatina) tvoří podloží břidlice, droby, fylity a svor železnohorského proterozoika a také žuly chvaletického masivu (stáří 480 milionů let). V centrální části Železných hor jsou v důsledku zlomů rozšířeny hlubinné vyvřeliny (plutonity) a to žuly, granodiority a diority železnohorského (nasavrckého) plutonu. Podloží v oblasti Sečské vrchoviny tvoří také břidlice, fylity, prachovce a vápence chrudimského staršího paleozoika. Především v jihozápadní části Železných hor se nachází amfibolity, pararuly a svory kutnohorského krystalinika.
V žulách u Prosetína byl zjištěn výskyt zeleného berylu, u Turkovic vulkanitů pocházejících ze sopek aktivních před 520 miliony let. Na roky 2014 – 2018 bylo naplánováno nové základní geologické mapování Železných hor.

## Vodstvo

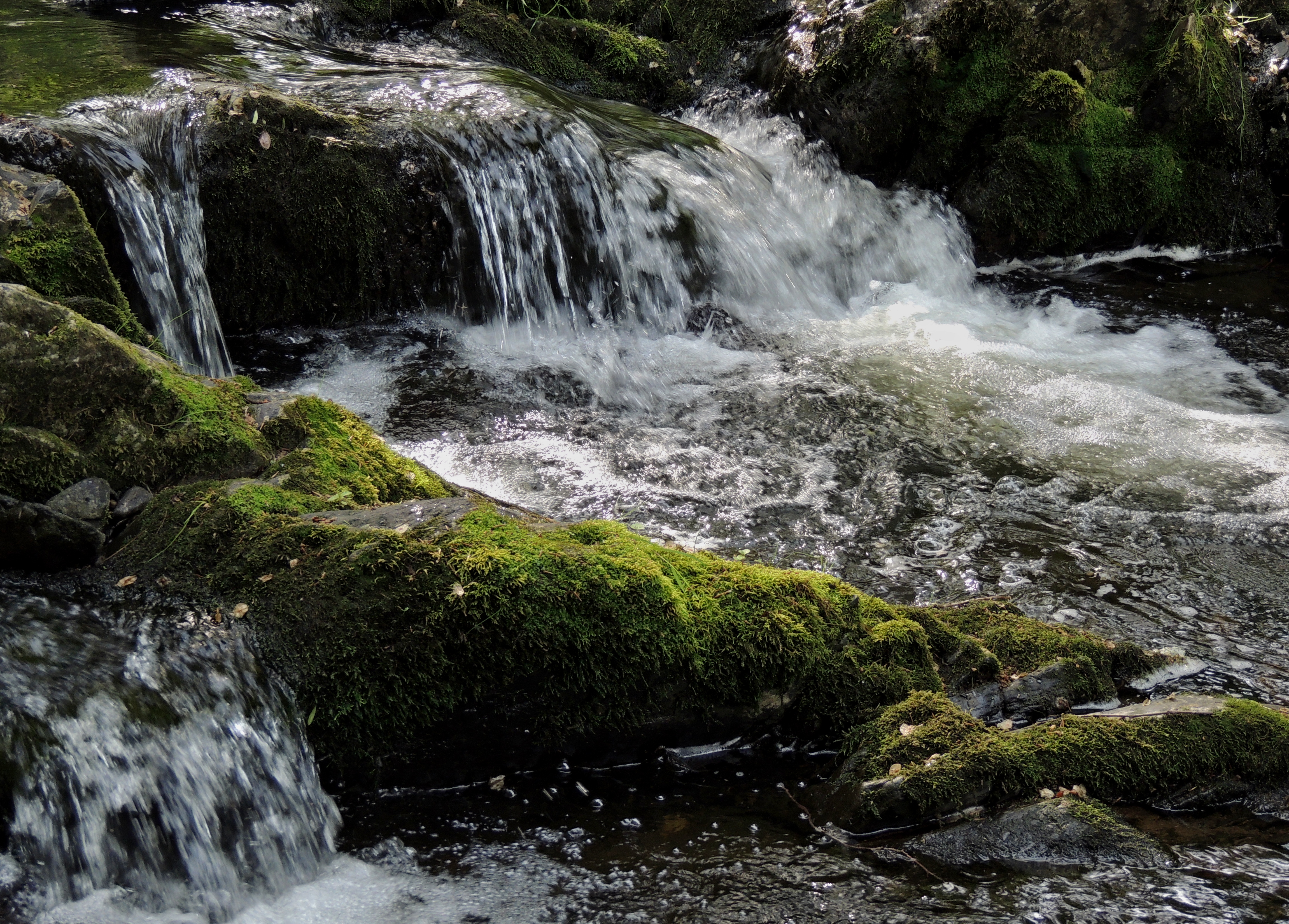
Krounka, řeka na jihovýchodním okraji Železných hor pramení pod nejvyšším vrcholem U oběšeného (podobně jako Chrudimka), v oblasti rozsáhlých vlhkých luk místně nazývaných Na panenkách, část horního toku tvoří rozhraní s Hornosvrateckou vrchovinou od Svratouchu ke Krouně (od ní název řeky)

Vodstvo Železných hor náleží do povodí evropské řeky Labe, kromě malé oblasti jižně od vrcholu U oběšeného na katastrálním území obce Svratouch, v dílčím povodí potoku Brodek a na katastrálním území obce Herálec, odvodňované do řeky Svratky, levostranného přítoku Dyje náležející do povodí Moravy v Česku a evropské řeky Dunaj.

### Evropské rozvodí
Hlavní evropské rozvodí Labe – Dunaj prochází oblastí na jihovýchodním okraji, katastrálním územím obcí Svratouch, Svratka a Herálec. Rozvodnice leží přibližně na spojnici míst od vrcholu sedla mezi vrchy U oběšeného a Otava, na rozhraní s Hornosvrateckou vrchovinou:
- vrchol U oběšeného (738 m n. m.), lokalita K Chlumětínu (699 – 717 m n. m.), Peškův vrch (717 m n. m.) na katastrálním území Svratouch
- Chlumětínská cesta (672 m n. m.), silnice II/343 (652 m n. m.) na katastrálním území Svratka
- lokalita Na Ševčičce (652 m n. m.), silnice Herálec – Vortová (654 m n. m. v lokalitě Familie) v oblasti Herálce a dále pokračuje k vrcholu Otrok (717 m n. m.) v Hornosvratecké vrchovině.

### Vodní toky
Nejvýznamnější vodní toky oblasti jsou Labe a Chrudimka, přítoky Doubravy a Svratky odvodňují okrajové části.
- Labe, evropská řeka protékající Chvaletickou pahorkatinou v délce cca 3 km (Kojice – Týnec nad Labem).[2]
- Chrudimka, nejvýznamnější řeka Sečské vrchoviny. K prudké změně toku řeky pod skalním ostrohem Oheb (dnes viditelné ve vodní nádrži Seč) došlo v důsledku změn tektonického původu ve třetihorách na železnohorské linii. Zdvih zemské kry způsobil změnu sklonu zemského povrchu a vodní tok (dnes Chrudimka) protékající původně od Horní Vsi (lokalitou v části obce Hoješín) přibližně v dnešní ose Počáteckého a následně Zlatého potoka do řeky Doubravy, prudce změnil směr po ukloněném zemském povrchu k severovýchodu, do „nového" koryta, dnes v hydrogeografické ose vodní nádrž Seč – Křižanovice.[33]
- Doubrava, řeka v Hornosázavské pahorkatině a Středolabské tabuli, pravostrannými přítoky odvodňuje Podhradskou kotlinu (Zlatý potok) a jihozápadní železnohorský hřbet.[2]
- Svratka, koryto řeky tvoří na jihovýchodním okraji geomorfologického celku rozhraní s Hornosvrateckou vrchovinou (Svratka – Herálec) a odvodňuje také malé území Kameničské vrchoviny v oblasti Svratouchu a Herálce.[11]

### Vodní nádrže

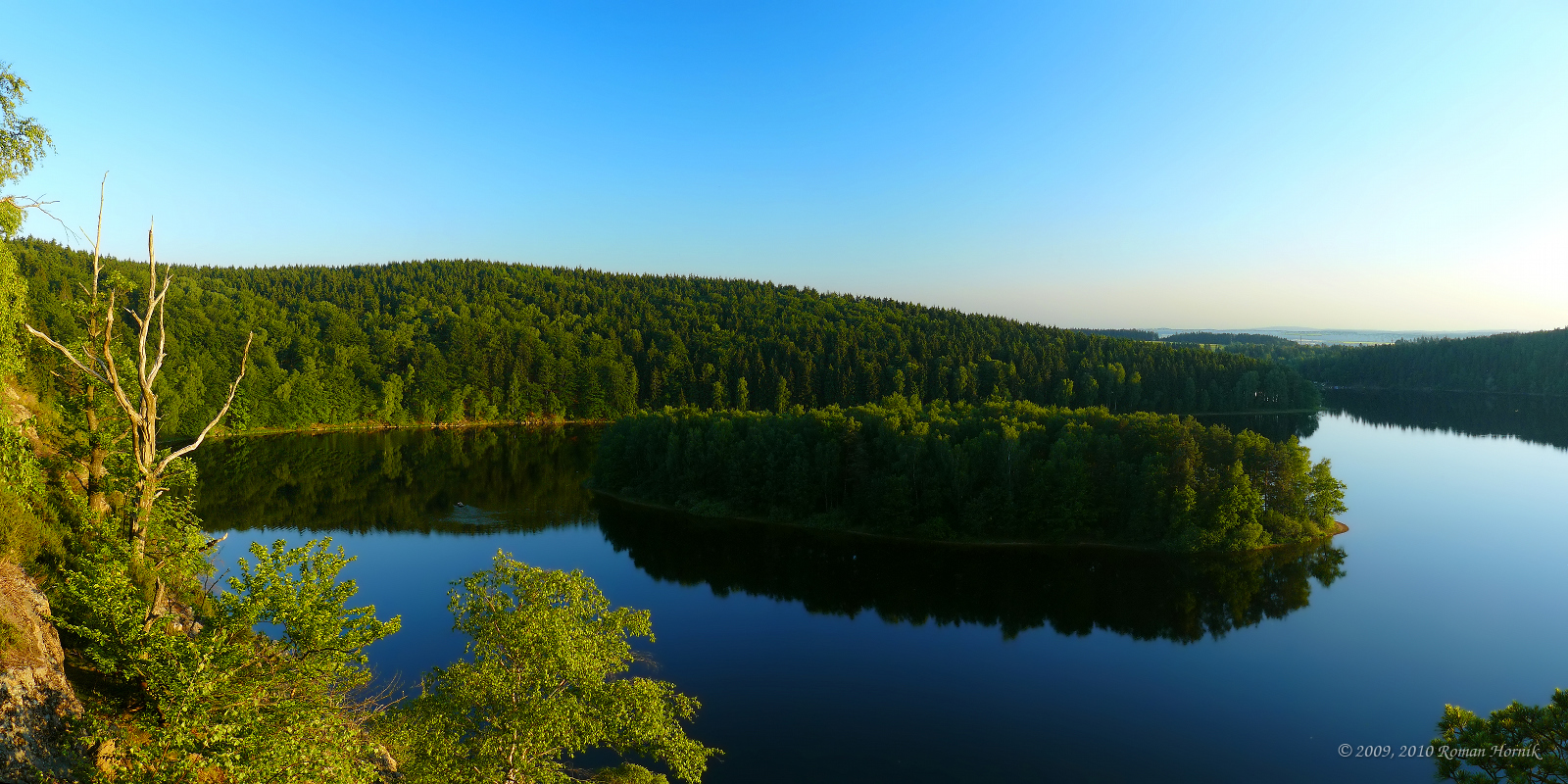
Vodní nádrž Seč v Železných horách, průtočná řekou Chrudimkou

Vodní nádrže zastupují početné rybníky budované ve vhodných terénních a přírodních podmínkách, především v severovýchodní části Chvaletické a Skutečské pahorkatiny. Několik rybničních soustav leží na jihovýchodě ve Stružinecké pahorkatině, v Kameničské vrchovině například rybniční soustava, evropsky významná lokalita a přírodní památka Ratajské rybníky. Dva významné rybníky Dolní a Horní Peklo byly vybudovány v Podhradské kotlině.
Významné jsou vodní nádrže s přehradami na řece Chrudimce, vodohospodářským, vodárenským a také energetickým využitím vodními elektrárnami (po směru vodního toku):
- Vodní nádrž Hamry; horní tok řeky, v říčním km 93,1 přehrada, sypaná hráz s výškou 13 m z vytěženého materiálu v okolí, podloží rulová hornina s obsahem křemene, celkový objem nádrže 3,6169 milionu m³. Stavba zahájena 15. listopadu 1907 a kolaudována v říjnu 1912, do provozu uvedena již v září, v roce 1922 zvýšena hráz o 0,85 m, v letech 1931–1933 o další 1 m, včetně zesílení betonovým pláštěm a kamenným obkladem na návodní straně. V roce 1961 využita pro vodárenské účely pro oblast Hlinska a okolí.[36]
- Vodní nádrž Seč; střední tok řeky, v říčním km 50,7 přehrada, zděná hráz s výškou 42,0 m nad základovou spárou, celkový objem nádrže 21,795 milionu m³. Vodní dílo vybudované v letech 1924–1934 s vodohospodářským, vodárenským (úpravny vody Seč a Monako ve Slatiňanech), energetickým (malá vodní elektrárna na výpusti a přivaděč ke špičkové vodní elektrárně v lokalitě Na Bělidle, místně Na Plajchu,[37] nad vyrovnávací vodní nádrží Padrty).[38]
- Vodní nádrž Padrty (též Seč II); střední tok řeky, v říčním km 47,92 přehrada, zemní hráz s výškou 8 m, celkový objem nádrže 0,149 milionu m³.[38] V roce 1940 vydáno vodoprávní povolení a zahájena stavba tzv. vyrovnávací nádrže, původní projekt přepracován, v roce 1946 přehrada dokončena. Nad vodní nádrží špičková vodní elektrárna (Francisova turbína), technicky unikátní realizace přivaděče vody na neúnosném terénu v délce přes 800 m od vodní nádrže Seč v údolí Chrudimky, provedená ze silných modřínových dýh 8 cm silných a stažených kovovými obručemi 12 cm od sebe vzdálených. Dřevěné potrubí nahrazeno ocelovým až v roce 2010.[33]
- Vodní nádrž Křižanovice
- Vodní nádrž Práčov

## Výškové body
Vrcholy s nejvyšší nadmořskou výškou leží ve dvou nejvýraznějších pásmech. Jedno z nich tvoří jihozápadní železnohorský hřbet s výraznou částí nazvanou Kaňkovy hory, jejich nejvyšší bod dosahuje 560 m n. m., a vrcholící v terénu nejvyšším bodem Vestec (668 m) nad Stružineckou pahorkatinou. Druhým pásmem vyvýšenin je tzv. vnitřní hřeben v centrální části pohoří nad pravým břehem řeky Chrudimky. Železnohorský (vnitřní) hřeben se táhne od vodní nádrže Seč, od skalního výstupu s názvem Malý Oheb (514 m n. m. v přírodní rezervaci Oheb), přibližně v jiho-jihovýchodním směru Kameničskou vrchovinou, k rozsáhlému prameništi Chrudimky, také řeky Krounky a Chlumětínského potoku, až k nejvyššímu vrcholu Železných hor s názvem U oběšeného (738 m).

### Nejvyšší vrcholy
- U oběšeného, 738 m (nejvyšší bod Železných hor / Sečské vrchoviny / Kameničské vrchoviny); Svratouch, lokalita místně nazývaná Na panenkách, v CHKO Žďárské vrchy, vrcholová část pole, louky, dostupná ze Svratouchu a z turistické trasy Klubu českých turistů od Filipovského pramene řeky Chrudimky po neznačené polní cestě, rozhledové místo: obec Svratouch, částečně Svratka, Herálec, Žďárské vrchy (Devět skal, Žákova hora, Kamenný vrch, Malínská skála, Buchtův kopec, Karlštejn, Louckého kopec), při dobré viditelnosti Králický Sněžník, Hrubý Jeseník, částečně Orlické hory.
- Peškův vrch, 717 m (Sečská vrchovina / Kameničská vrchovina); Svratouch, lokalita v CHKO Žďárské vrchy, vrcholová část zalesněná, dostupná po neznačené polní cestě v úseku Svratka – Chlumětín (turistická trasa Klubu českých turistů), pod lesem rozhledové místo: obec Svratka, částečně Svratouch, Herálec, Žďárské vrchy (Devět skal, Žákova hora, Kamenný vrch, Karlštejn, Louckého kopec).
- Na kopci, 701 m (Sečská vrchovina / Kameničská vrchovina); Chlumětín, lokalita v CHKO Žďárské vrchy, vrcholová část pastviny, rozhledové místo: obec Chlumětín, Žďárské vrchy.
- Pešava, 697 m (Sečská vrchovina / Kameničská vrchovina); Jeníkov, lokalita pomístně s názvem Hroby, v CHKO Žďárské vrchy, v roce 1987 uvedl Zeměpisný lexikon ČSR vrchol za nejvyšší bod Železných hor,[10] na vrcholu radiokomunikační věž, vrcholová část pole, louky, dostupná po zpevněné cestě z obce Jeníkov, rozhledové místo: obec Jeníkov, Kameničky, Železné hory (Vojtěchův kopec v přírodní rezervaci Volákův kopec), Žďárské vrchy.
- Dědovský kopec, 676 m (Sečská vrchovina / Kameničská vrchovina); Dědová, lokalita v CHKO Žďárské vrchy, vrcholová část pole, louky, dostupná ze silnice Dědová – Kladno, východně od vrcholu rozhledové místo: Pardubický kraj (Pardubice, Chrudim a další obce, částečně Skuteč), velká část Skutečské pahorkatiny, při dobré viditelnosti Orlické hory, Králický Sněžník, Hrubý Jeseník, níže pod vrcholem Vojtěchovská rozhledna.
- Vojtěchův kopec, 674 m (Sečská vrchovina / Kameničská vrchovina); Kameničky, CHKO Žďárské vrchy, lokalita v přírodní rezervaci Volákův kopec, vrcholová část zalesněná, s bývalým kamenolomem zatopeným vodou, k němu z Kameniček polní cesta s turistickou trasou Klubu českých turistů, rozhledové místo: obec Kameničky, částečně Jeníkov, Chlumětín, rybník Krejcar, Žďárské vrchy. Kameničky a Vojtěchův kopec jsou také názvy informačních stanovišť na vlastivědné stezce Krajem Chrudimky.
- Vestec, 668 m (významný bod Železných hor / Sečské vrchoviny / Kameničské vrchoviny); Slavíkov, nejvyšší vrchol chráněné krajinné oblasti Železné hory, vrcholová část pole a pás dřevin, radiokomunikační věž a zakrytá šachta po radioaktivním průzkumu z padesátých let 20. století, polní cesta z Horního Vestce s turistickou trasou Klubu českých turistů, rozhledové místo: krajina CHKO Železné hory od Ždírce nad Doubravou po Libici nad Doubravou, velká část Stružinecké pahorkatiny.
- Spálava, 663 m (Sečská vrchovina / Kameničská vrchovina); Spálava, CHKO Železné hory, vrcholová část pole (dříve s dřevěnou rozhlednou), dostupná z obce Spálava po zpevněné cestě s turistickou trasou Klubu českých turistů, pod vrcholem přírodní rezervace Spálava, rozhledové místo: Spálava (část Libice nad Doubravou), krajina CHKO Železné hory.
- Zuberský vrch, 651 m (Sečská vrchovina / Kameničská vrchovina); Trhová Kamenice, CHKO Železné hory, vrcholová část pole, louky s dřevinami, dostupná ze silnice Trhová Kamenice – Zubří s turistickou trasou Klubu českých turistů, v jihozápadním směru přírodní rezervace Zubří, rozhledové místo: krajina chráněných krajinných oblastí Železných hor a Žďárských vrchů, při dobré viditelnosti Krkonoše, Orlické hory, Králický Sněžník, níže pod vrcholem rozhledna Zuberský vrch.
- Polom, 649 m (Sečská vrchovina / Kameničská vrchovina); Horní Bradlo, CHKO Železné hory, zalesněná vrcholová část, dostupná turistickou trasou Klubu českých turistů, pod vrcholem významná přírodní rezervace Polom na dvou lokalitách.

### Významné výškové body
- Krásný, 617 m n. m. (Krásné)[41]
- Bučina, 606 m n. m. (Skoranov)[42]
- Krkanka, 568 m n. m. (Zbyslavec)[43]

### Přírodní vyhlídky
- Lichnice (Podhradí v Železných horách), areál hradní zříceniny a obranné valy, od roku 2017 též s rozhlednou nazvanou Milada.
- Štikovská vyhlídka (Štikov), v lokalitě památný strom Štikovská lípa.

## Národní geopark
Národní geopark Železné hory o rozloze 777,5 km² byl vyhlášen v roce 2012, plochou zahrnuje i významné geologické lokality mimo geomorfologický celek Železných hor na jihozápadě a severovýchodě. Zřízení geoparku bylo oceněním přírodní a krajinné oblasti, v roce 2016 byl kandidátem pro zapsání do seznamu světových geoparků UNESCO. Příroda geoparku je bohatá smíšenými lesy s mnoha místy zachovávajícími si původní ráz a mající unikátní geologickou historii s pestrou geologickou stavbou. Svým geologickým podložím náleží k nejstarším na území Česka. Bohatost a rozmanitost přírodních jevů je na území Železných hor významem jedinečná a mimořádně zajímavá.
Geologickou minulost Železných hor prezentují:
- Starohory (proterozoikum); lokality Týnec nad Labem (skála na břehu řeky Labe s hlubinnými vyvřelinami gabra do starších břidlic s pyritem), Chvaletice (ložiska pyritu), Litošice (tzv. litošický slepenec), Sovolusky (útvary polštářové lávy), Podhořany (na rozhraní se Středolabskou tabulí lokalita představující zdvih Železných hor podél tzv. železnohorského zlomu), Licoměřice (výskyt uranové rudy), Lichnice (informační stanoviště s ukázkami hornin pod zříceninou hradu), Seč (skalní ostroh Oheb s tzv. ohebskou rulou, náleží k nejstarším horninám Železných hor), Zbohov (na jihozápadním železnohorském hřbetu s bývalým dolem, ložisko barytu a fluoritu), Štikov (s přírodní vyhlídkou nad rozsáhlým kamenolomem a informacemi o morfostruktuře se zvrásněnými rulami na rozhraní s Hornosázavskou pahorkatinou).
- Prvohory (paleozoikum); lokality Brloh (bývalý lom se sedimenty dávných moří), Lipoltice (skalní výchozy se sedimenty prvohorního moře), Chrtníky (lom s výchozy křídových sedimentů, těžba diabasu), Horní Raškovice (bývalý lom na křemenec, také pro výrobu mlýnských kamenů), Rabštejn (skalní výchozy křemenců a kamenná moře vzniklá mrazovým zvětráváním), Deblov (výskyt ichnofosílií), Prachovice (rozsáhlý lom na vápenec a vápnité břidlice), Vápenný Podol (informační stanoviště s ukázkami hornin, naučná stezka Historie vápenictví – technická památka Dolní vápenná pec), Mrákotín (nálezy fauny silurského stáří v šedočerných břidlicích a silicitech), Šilinkův důl (koryto řeky Krounky s balvanitým dnem šedivých kamenů zvaných droby).
- Druhohory (mezozoikum); lokality Rabštejnská Lhota (přírodní památka Na skalách, oblast křídového moře), Škrovád (pískovce, bývalé lomy na stavební a sochařský kámen), Bítovany (skalní výchoz slepenců a pískovců, kousky uhlí na kaolinizované žule), Vrbatův Kostelec (opuky a pískovce s zkamenělinami), Skutíčko (výskyt křídového uhlí a jantaru) na severovýchodním okraji oblasti a také za ní ve Svitavské pahorkatině.
- Hlubinné vyvřeliny (plutonity); lokality Chvaletice (červená hrubozrnná žula s výskytem pyritu a žilného křemene), Morašice (v lesní prostoru veliké kameny nazývané „obří postele" z červené žuly se stopami mrazového zvětrávání), Libkov (bývalý lom s těžbou kamene pro stavbu přehrady Seč, z lomu se přepravoval lanovkou 7 km dlouhou), Lukavice (bývalé doly na železnou rudu a pyrit, nejstarší továrna na kyselinu sírovou v českých zemích), Nasavrky (bývalé kamenolomy a informační stanoviště s ukázkami hornin), Žumberk (činný lom s těžbou tzv. žumberecké načervenalé žuly v hlubokém údolí řeky Ležák), Bošov (skalní výchozy nad řekou Ležák, ukázka mísení magmat představovaných načervenalou žulou a tmavým gabrem), Ctětín (žulový kamenolom s výskytem oválných bloků navětralé žuly), Prosetín (v okolí převážně již bývalé kamenolomy), Srní (kamenolom na tzv. hlineckou šedou žulu dobývanou již od roku 1902, z ní vyrobeny i žulové pomníky umístěné v bývalé osadě Ležáky).

Národnímu geoparku a životnímu prostředí krajinné oblasti věnovala veřejnoprávní Česká televize dokumentární pořad nazvaný „Kameny a voda z Železných hor“.

## Ochrana přírody a krajiny

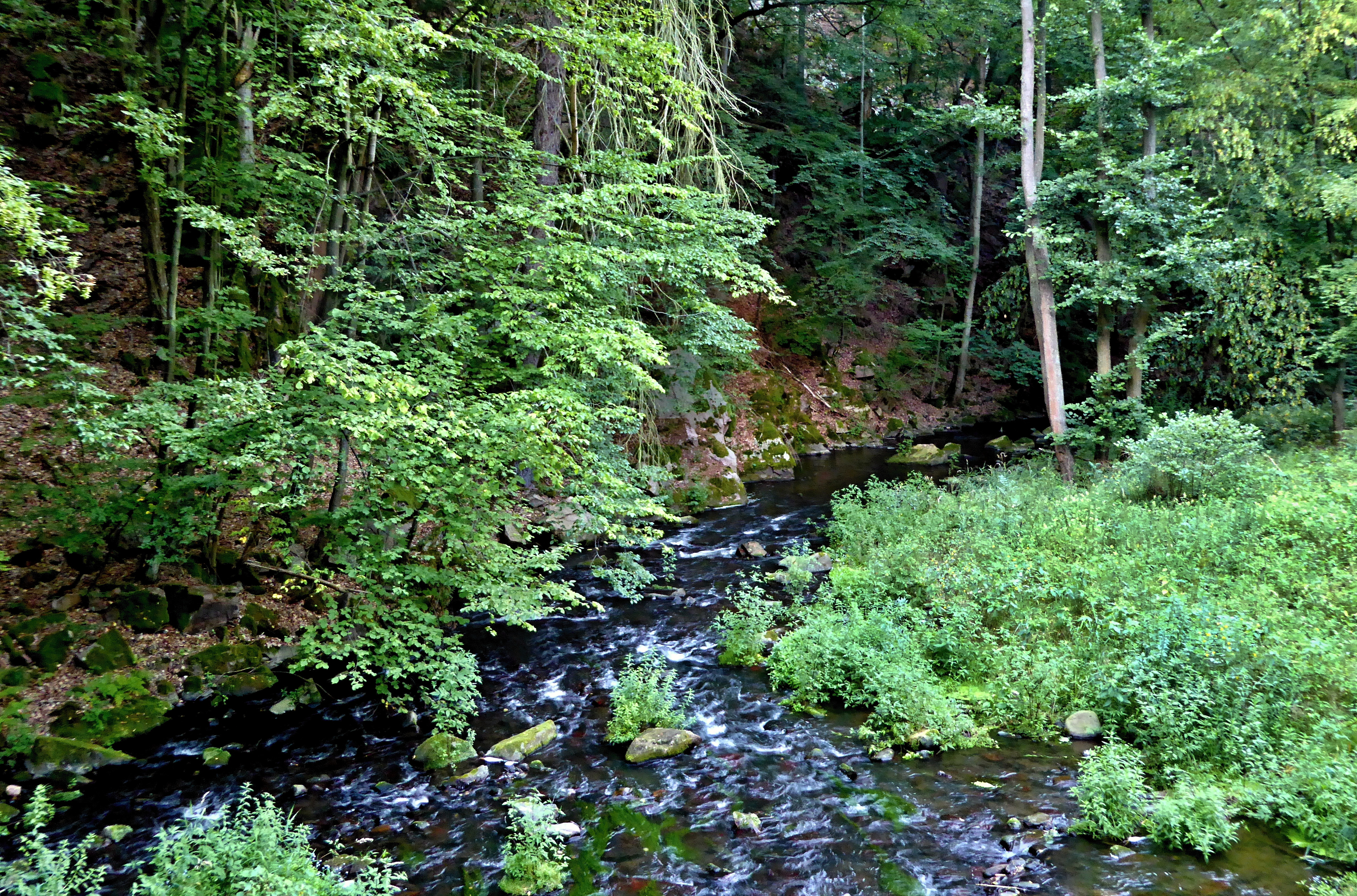
Chráněná krajinná oblast Železné hory; kaňon v přírodní rezervaci Strádovské Peklo s balvanitým korytem řeky Chrudimky

Ochrana přírody a krajiny v Železných horách má dlouhou tradici. Ve 2. polovině 19. století byly části původního lesa nad Horním Bradlem označeny vlastníky (Auerspergové) za „Krasoles" a vyjmuty z běžného hospodářského využívání. Dnes jedna z nejzajímavějších přírodních rezervací s názvem Polom, jedlobukového pralesa s ukázkou původních lesů Železných hor, patří mezi nejstarší chráněná území v Česku. V roce 1933 byla vyhlášena za lesní rezervaci Ministerstvem školství a osvěty bývalého Československa, v roce 2009 opětovně v České republice. Příroda se na zvláště chráněném území, ve dvou samostatných lokalitách v nadmořských výškách 545 – 625 m a celkové výměře 20,24 ha, vyvíjí bez lidského ovlivnění. V lokalitě rostly obří jedle, s názvem „Královna" padla v roce 1905, vysoká 46 m, obvod kmene 5,8 m a odhadované stáří 320 let. 
Důležitou roli lesů zvýrazňuje mnoho památných stromů v celé krajinné oblasti, část jich prezentuje v katastrech obcí Skutečská pahorkatina.
V Železných horách vzniklo více než padesát geobotanických společenstev, některé patří k ohroženým v celé Evropě. Historie osídlování krajiny, kulturních tradic, lidové architektury a hodnoty přírody se staly předmětem soustavné péče o krajinnou oblast východních Čech. Z převážné části zvlněná krajina je pokrytá pestrou mozaikou lesů, luk, pastvin, polí a drobných sídel, také s dramatickými scenériemi roklí, skalních výchozů a dravých potoků, krasových útvarů ve vápencích, zřícenin hradů a tvrzí, řadou přehrad a vodních nádrží na řece Chrudimce.
Ochrana přírody a krajiny Železných hor je realizována ve dvou samostatných chráněných krajinných oblastech (CHKO). Důvodem pro ochranu krajinné oblasti jsou její typické znaky povrchového utváření, včetně vodních toků a ploch, mnohé vzácné a chráněné druhy rostlinstva a volně žijících živočichů, ekologicky optimálního systému využití jejích přírodních zdrojů a také lidová architektura a další kulturní hodnoty krajiny.
Chráněná krajinná oblast Železné hory byla vyhlášena Ministerstvem životního prostředí ČR (č. 156/1991 ze dne 27. března 1991) na rozloze 284 km² s účinností od 1. května 1991 a překrývá ve značném rozsahu nejcennější území geomorfologického celku Železných hor a menší částí zasahuje i do Hornosázavské pahorkatiny. Nejvyšším bodem CHKO je vrchol se zeměpisným názvem Vestec dosahující nadmořské výšky 668 m (některé zdroje uvádí tento vrchol jako nejvyšší v Železných horách). Nasavrky ležící v centrální části Železných hor se staly sídlem Správy CHKO Železné hory reorganizované od roku 2015 na oddělení Agentury ochrany přírody a krajiny ČR s regionálním pracovištěm Východní Čechy.
Chráněná krajinná oblast Žďárské vrchy překrývá poměrně velké území Železných hor od hranic s geomorfologickým celkem Hornosvratecké vrchoviny směrem k městu Hlinsku a s výběžkem k městysu Trhová Kamenice v Pardubickém kraji. Správa CHKO pečuje o vymezené území historicky již mnoho let, chráněná krajinná oblast byla vyhlášena výnosem Ministerstva kultury ČSR (č.j. 8908/70-II/2) ze dne 25. května 1970 na území okresů Žďár nad Sázavou, Havlíčkův Brod, Chrudim a Svitavy. Sídlem CHKO se stalo město Žďár nad Sázavou s pracovištěm dislokovaným v Havlíčkově Brodě.
Více míst Železných hor s mnoha vzácnými a chráněnými druhy rostlin a živočichů má charakter maloplošného zvláště chráněného území a evropsky významných lokalit v rámci projektu NATURA 2000, prezentovaných přírodními poměry Chvaletické pahorkatiny, Kameničské vrchoviny, Skutečské pahorkatiny, Stružinecké pahorkatiny a Podhradské kotliny.
Část oblasti překrývají územím přírodní parky zřízené Krajským úřadem Pardubického kraje v oblasti Heřmanova Městce (Přírodní park Heřmanův Městec) a v hlubokém údolí řek (Krounka, Novohradka) mezi Skutčí, Krounou a Novými Hrady (Údolí Krounky a Novohradky).

## Kulturní krajina
Kulturní krajina původně přírodní oblasti, dnes vymezená hranicemi geomorfologického celku, doznala rozsáhlých změn, které jsou výsledkem využívání přírodních zdrojů a přetváření přírodního prostředí člověkem. Postupné změny v krajině probíhaly od příchodu lidí po staletí. Osidlování krajiny je spojeno s vnitřní kolonizací Železných hor, nejprve na okrajích a podél vodních toků, později v centrální části v minulosti zalesněné a nepřístupné přírodní oblasti.
Nejsevernější část v okolí řeky Labe, dnes u Týnce nad Labem, byla osídlena již kolem 12. století př. n. l. (doba bronzová). Podle archeologických nálezů patřily k prvním lidmi budovaným sídlům dnešní Lžovice, část Týnce nad Labem. Mezi prvními obyvateli a také dobyvateli železné rudy v oblasti Železných hor byli Keltové, kteří měli své sídlo (oppidum) v okolí dnešních Nasavrk. Stavby opevněného a řemeslného oppida Keltů nad řekou Chrudimkou v sídelní lokalitě Hradiště, části Českých Lhotic (Oppidum České Lhotice) pochází z mladší doby železné.
Oblast v polohách vyšších nadmořských výšek mimo stará sídelní území byla osídlena jen řídce (počet obyvatel v celých Čechách na přelomu 12. a 13. století nepřesahoval jeden milión), ještě ve středověku byla některá zalesněná místa těžce přístupná. Postupně byly budovány strážní osady a hradiště (Humperky – Skuteč, Kolo – Týnec nad Labem, Vlčí hrádek – Sovolusky) podél obchodních stezek (historických cest v českých zemích), později tvrze (Hlinská tvrz, Lipka, Semtěš, Týnec nad Labem – tvrz Na Hradě). Při stavbě sídel bylo využíváno k jejich ochraně přírodních prvků (řeka, skalní ostroh) a v místech původně přístupného terénu opevnění (někdy označované cizím slovem fortifikace), také navršením zeminy a vytvořením terénních valů s příkopy pro případ ohrožení bojovými operacemi (například hrad Lichnice, dnes hradní zřícenina v Podhradí, části Třemošnice).
Od 12. století se podílely na vnitřní kolonizaci území kláštery ve Vilémově (Řád svatého Benedikta, Golčojeníkovská pahorkatina) a Podlažicích (Podlažický klášter, Hrochotýnecká tabule), kultivovaly dosud nepřístupnou krajinu a organizovaly příchod nových osadníků. Klášter Benediktinů u Vilémova již ve 12. až 13. století držel zisky z těžby stříbronosných a zlatonosných rud v oblasti dnešních Železných hor.
Úrodná půda pro zemědělskou produkci sloužící k obživě a také pozemky pro stavby obydlí stoupajícího počtu obyvatel byla získávána sečením divokých porostů a mýcením lesních dřevin (od slova „sečení" vznikla Seč, jako původně lesnická osada například Veselý Kopec, v místě produkce dřevěného uhlí Hluboká nebo Všeradov). Zaváděn byl také trojpolní systém, který umožnil rozvoj zemědělské výroby a uplatnění zemědělského nářadí, čímž byla zaručena obživa pro vyšší počet lidí. Postupně vznikaly usedlosti kolem vodních toků s využitím vodní energie (mlýny, hamry, pily, statky).
Od roku 1777 byla přidělována půda bezzemkům a docházelo k rychlejšímu hospodářskému rozvoji i v odlehlejších místech českých zemí jako byla oblast Železných hor. Les byl hospodářsky využíván, dřevní hmota byla dodávaná pro stavby obydlí a deponie (sklady) zemědělské produkce, železářské (Kameničky aj.) a sklářské hutě (Herálec, Horní Bradlo, Trhová Kamenice). V zájmu hospodářského rozvoje byly budovány dopravní cesty (silnice, železnice), rozšiřovány sídelní lokality, docházelo k urbanizaci krajiny. Pro těžbu a zpracování přírodních surovin (dřevní hmoty, rudy, vápence, kamene) byly využívané nově vznikající technologie (například drtírny kameniva v lomech).
Krajinný ráz některých lokalit byl významně změněn využíváním přírodních zdrojů, zaváděním průmyslové výroby a energetickými stavbami (Chvaletice – velkolom a následně ukládání kalů tepelné elektrárny, Prachovice a Vápenný Podol – vápenec, výroba cementu, Hlinsko, Nasavrky, Skuteč, Žumberk – kamenolomy, výroba kameniva), budováním mohutných a rozsáhlých staveb (přehrady na Chrudimce, zdymadlo na Labi, zemědělské objekty na více místech), výstavbou sídelních celků (Hlinsko, Prachovice aj.) a také ukládáním komunálního odpadu (např. v okolí Hlinska, Nasavrk), v lokalitách hustěji obydlených.
Sídelní celky v 18. a 19. století, rychleji se rozvíjející růstem zemědělské a zdokonalující se průmyslové výroby a nárůstem počtu obyvatel krajiny, byly v některých místech zničeny tragickými událostmi, které v mnohém ovlivnily vzhled krajiny, také i nově koncipovanými stavbami. Rozsáhlé požáry změnily architekturu části obcí, například v 19. století ve Skutči (domy na náměstí) nebo v Trhové Kamenici. Rovněž válečné souvislosti znamenaly změny, například v 15. století vypálený Polom vojsky Matyáše Korvína (též nazýván Matyáš Hunyadi) nebo ve 20. století v průběhu druhé světové války vypálená 24. června 1942 kamenická osada Ležáky (ve spojitosti s bojovou operací Silver A a s ní spojenou odbojovou činností (Karel Kněz a další). Činnost bojových uskupení způsobila i viditelné změny v terénu, například pobytem štábu partyzánské brigády Mistr Jan Hus v roce 1944 u Zbyslavce (archeologická lokalita).
Antropogenní stopy v krajině Železných hor vyvolaly zájem o její estetické pojetí, architektonické ztvárnění staveb v ní umístěných, urbanistický rozvoj sídel, začlenění staveb do krajiny a využití jejího přírodního potenciálu.
Krajinářský přístup a zachování regionálních tradic uplatňoval od třicátých let 20. století ve své práci například architekt Ladislav Žák, ve školním roce 1928/1929 učitel na střední škole pro zpracování dřeva v Chrudimi, od roku 1946 přednášel krajinářství na Akademii výtvarného umění v Praze. V oblasti Železných hor hledal inspiraci pro řešení tzv. obytné krajiny a urbanistického rozvoje sídel, pobýval například ve Vápenném Podolu, v roce 1944 publikoval článek Ničení samoty a rostlinstva v Železných horách, v roce 1945 jiný s názvem Budou zachráněny Železné hory?, ve stejném roce byl pověřen „Svazem spolků pro okrašlování a ochranu domoviny", jejímž byl členem, vypracováním návrhu na pietní úpravu vypálené osady Ležáky. Z roku 1947 pochází zpráva o projektu s využitím žuly těžené v kamenolomu u Hlinska pro rozsáhlý památník na místě bývalé osady Ležáky, v celém rozsahu však nerealizovaný.
V průběhu 21. století došlo k výraznému posunu ve zkoumání vzájemného vlivu člověka a přírody (environmentalistika). V oblasti Železných hor vznikly organizace podpory regionálního rozvoje, aktivity mikroregionů od roku 1998 a od roku 2007 také místních akčních skupin (MAS), v oblasti vzdělávání programy pro školy (např. MAS Železnohorský region nebo činností Národního geoparku Železné hory a dalších), občanské sdružení v Nasavrkách dalo vzniknout specializovanému muzeu v přírodě s názvem Archeopark Nasavrky.
Na podporu a zachování místních tradičních řemesel (keramika, výroba medu, paličkovaných krajek, pěstování brambor, chovu skotu atd.), služeb (ubytování, pohostinství) a organizaci zážitků byly vytvořeny regionální značky, například:
- Kvalita z Hlinecka – ručně malovaná značka tzv. masopustní čepice ověšená barevnými pentlemi vyjadřující úctu k ruční práci a se symboly barev, inspirací pro její vytvoření byla jedna z nejstarších tradic regionu, tzv. Masopustní průvody s maskami na Hlinecku, zapsané na seznam světového dědictví v roce 2010 (nehmotné kulturní dědictví) mezinárodní organizace UNESCO, autorem značky MAS Hlinecko[24]
- Železné hory regionální produkt – značka se symbolem výra vytvořená v roce 2012 a vyjadřující spojitost CHKO Železné hory, Společnosti přátel Železných hor a Železnohorského regionu, autorem MAS Železnohorský region[23]

### Obce a pamětihodnosti
V krajinné oblasti se jednotlivé stavby (například kaple Panny Marie – Horní Bradlo, kostel Nejsvětější Trojice – Kameničky, kostel Nanebevzetí Panny Marie – Skuteč, zámek – Nasavrky), dnes některé jen zčásti dochované (hrady Lichnice, Oheb, Rabštejn, Strádov, Žumberk), ale i celé části obcí (lidové stavby venkovských domků – Betlém v Hlinsku) staly dominantními a estetickými prvky.
Zvláště ve východní polovině Železných hor se dochovala původní roubená, poloroubená a zděná stavení s klasicistními prvky, charakteristická pro část Českomoravské vrchoviny. Některé stavby lidové architektury a technického stavitelství byly v průběhu šedesátých až devadesátých let 20. století obnoveny a některé, zejména z české části národopisné oblasti Horácko, přenesené do vesnice Veselý Kopec, expozice Muzea v přírodě Vysočina (dříve s názvem Soubor lidových staveb Vysočina), od 11. prosince 2018 součást Národního muzea v přírodě.
Některé obce s pamětihodnostmi a objekty, které spoluutvářejí krajinný ráz Železných hor:
- Heřmanův Městec; kostel sv. Bartoloměje, kostel Zvěstování Panny Marie, kostel Církve československé husitské, kaple Svatého Kříže, kaple sv. Jiří, zámek se zámeckou kaplí sv. Rudolfa (veřejně nepřístupný).
- Hlinsko; kostel Narození Panny Marie, soubor venkovských domů lidové architektury v památkové rezervaci Betlém (expozice Muzea v přírodě Vysočina).
- Horní Bradlo; kaple Panny Marie, Lipka – bývalá tvrz na Lipce (veřejně nepřístupná), hrobka rodiny Kustošů, památný strom Lípa v Lipce – v roce 2016 vítěz ankety Strom roku v Česku, 3. místo v roce 2017 v rámci ankety Evropský strom roku.
- Kameničky; kostel Nejsvětější Trojice, obec proslavili spisovatel Karel Václav Rais (děj románu Západ) a malíř – krajinář Antonín Slavíček (v obci malá galerie).
- Klokočov; lovecký zámek (veřejně nepřístupný), památný strom Klokočovská lípa,
- Ležáky; národní kulturní památka a pietně upravené místo je ukázkou použití žuly jako opracovaného a umělecky tvarovaného kamene pro rozsáhlý památník s pomníky v místech původních stavení osady (tzv. hrobové domy, též nazývané hrobodomy), v areálu také další žulové pomníky, bývalý kamenolom a muzeum.[61]
- Nasavrky; zámek na místě dřívější tvrze (keltská expozice muzea), kostel sv. Jiljí, přírodní památka Kaštanka, zřícenina hradu Strádov v údolí Peklo (přírodní rezervace Strádovské Peklo).
- Prachovice; kaple Nanebevzetí Panny Marie, obec známá podle rozsáhlého lomu na vápenec a výroby cementu, mineralogická lokalita (nálezy kalcitových geod).
- Rabštejnská Lhota; zřícenina hradu Rabštejn pod vrcholem Rabštejnek (401 m n. m.).
- Seč; zámek (dnes městský úřad), kostel sv. Vavřince, Oheb a Vildštejn (zříceniny hradu), Sečská přehrada s rozsáhlou rekreační oblastí, Přemilov (památný strom Jilm habrolistý na Přemilově), Hoješín (zámek, veřejně nepřístupný).
- Semtěš; tvrz (gotická věž využívaná jako rozhledna).
- Skuteč; kostel Nanebevzetí Panny Marie, kostel Božího Těla, Muzeum obuvi a kamene, Žulová naučná stezka.
- Slatiňany; státní zámek a muzeum hippologicky zaměřené, s anglickým parkem a jezírkem (rozloha 16 ha), hřebčín s chovnou stanicí (vraník českého plemena starokladrubských koní, pobočka Národního hřebčína Kladruby nad Labem), symbolická stavba rozhledny (výhled omezený vzrostlými dřevinami) na zalesněném vrchu Na Chlumu (381 m n. m.), křemencové Vrchlického návrší s pamětní deskou Jaroslava Vrchlického (dílo Otakara Španiela) a s drobnou sakrální stavbou nazvanou U Panny Marie, kostel sv. Martina (již Svitavská pahorkatina).
- Svojšice; zřícenina tvrze (14. století), rodiště manželky Karla Havlíčka Borovského.
- Trhová Kamenice; kostel sv. Filipa a Jakuba, muzeum, nad městysem rozhledna Zuberský vrch pod vrcholovou částí Zuberského kopce.
- Třemošnice; v části města Podhradí v Železných horách – Lichnice (zřícenina hradu) a památný strom Žižkův dub, v Závratci Berlova vápenka, přírodní památka Na Obůrce (na rozhraní s Hornosázavskou pahorkatinou).
- Vysočina; soubor lidových staveb a technického stavitelství ve vesnickém prostředí Veselého Kopce (expozice Muzea v přírodě Vysočina) a také památkově chráněné objekty v částech obce s názvy Dřevíkov, Možděnice a Svobodné Hamry (vesnická památková zóna).
- Žumberk; zřícenina hradu (kulturní památka)[64], činný kamenolom (těžba tzv. červené žuly).

## Turistika

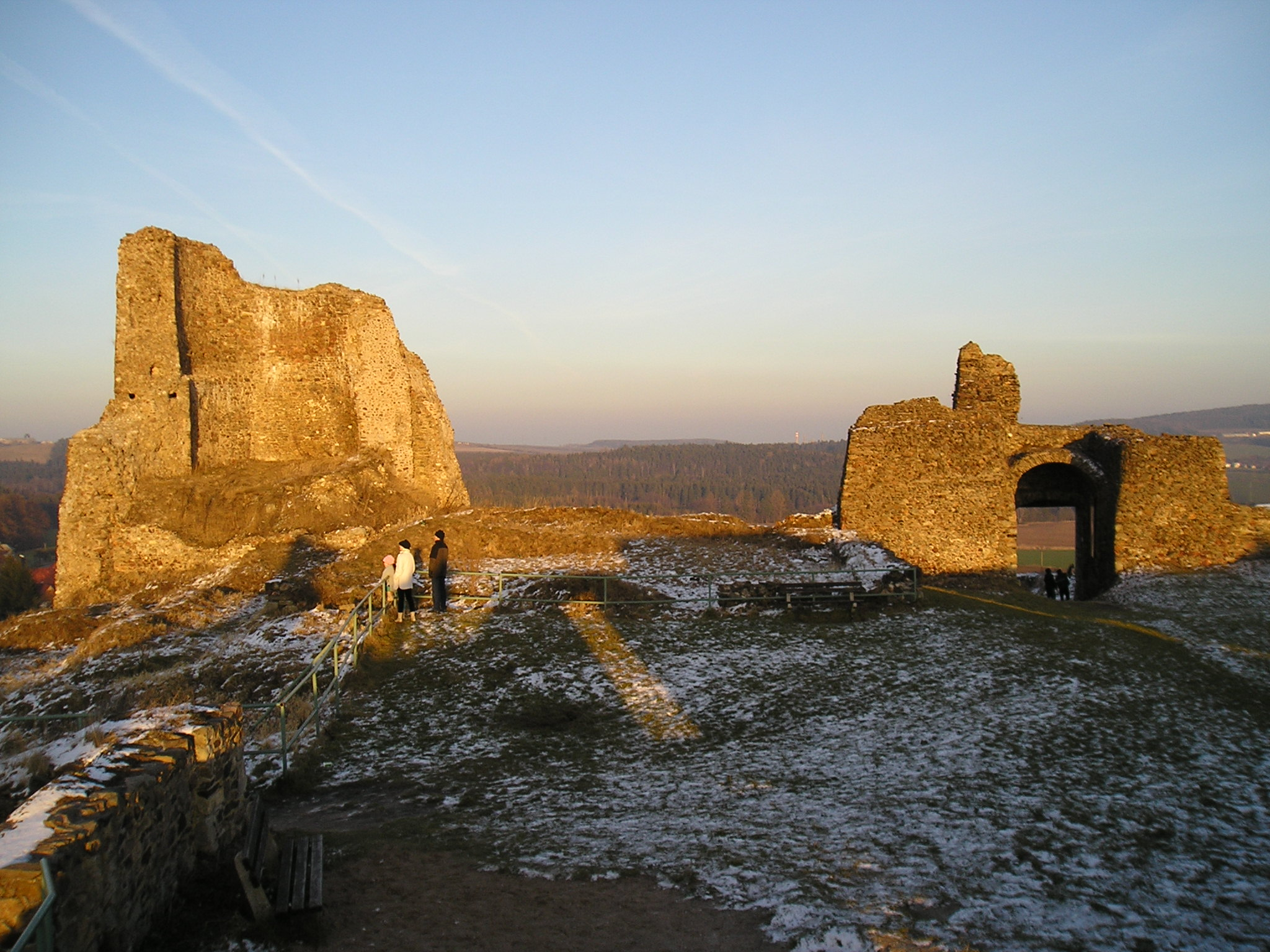
Zřícenina hradu Lichnice; Podhradí v Železných horách

Turistika využívá množství významných geologických lokalit, přírodních zajímavostí a turistických atrakcí Železných hor. Symbolický vstup do krajinné oblasti vyznačen u turistických tras a lesní stezky v lokalitě Podhůra na katastru města Chrudim vztyčeným menhirem z křemence nazvaným Strážce brány Železných hor.
Turistům k dispozici informační centra měst Hlinsko, Nasavrky, Seč, Slatiňany (Kameničská vrchovina), Skuteč (Skutečská pahorkatina), Ždírec nad Doubravou (s částí Stružinec ve Stružinecké pahorkatině), Třemošnice (Podhradská kotlina) a v Heřmanově Městci (Chvaletická pahorkatina).
Významné je centrum se zázemím mnoha služeb v Chrudimi, v lokalitě Podhůra okrajem zasahujícím do oblasti Železných hor. Na okraji oblasti jsou turistická informační centra v Proseči (rozhraní s Hornosvrateckou vrchovinou a Svitavskou pahorkatinou) a Svratce (Hornosvratecká vrchovina), v blízkém okolí také v Chotěboři (Hornosázavská pahorkatina).
Krajinná oblast uvedena například v zeměpisné mapě (Mapy.cz) a na mapách Klubu českých turistů v měřítku 1:50 000, s okrajovými částmi celkem na čtyřech mapových listech:
- Železné hory (mapa č. 45), většina oblasti mimo severovýchodní části a okrajů na jihozápadě a jihovýchodě.[68]
- Havlíčkobrodsko (mapa č. 46), jihozápadní okraj, zejména katastrální území obce Slavíkov s vrchem Vestec – města Ždírec nad Doubravou – městyse Krucemburk.[69]
- Vysokomýtsko a Skutečsko (mapa č. 47), severovýchodní část, zhruba v trojúhelníku město Hlinsko – městys Včelákov – obec Pustá Kamenice.[70]
- Žďárské vrchy (mapa č. 48), jihovýchodní okraj, ohraničený přibližně městem Hlinsko – obcemi Pustá Kamenice a Herálec – městysem Vojnův Městec.[35]

### Turistické trasy
Oblastí Železných hor vedeny turistické trasy značené Klubem českých turistů, uvedeny v mapách Železné hory, Havlíčkobrodsko, Vysokomýtsko a Skutečsko, Žďárské vrchy, také dostupné na turistické on-line mapě (Mapy.cz).
Úseky tras prezentují řádově nižší geomorfologické jednotky Železných hor, viz Chvaletická pahorkatina, Kameničská vrchovina, Skutečská pahorkatina, Stružinecká pahorkatina a Podhradská kotlina.
Vlastivědné poznávání Železných hor umožňují naučné stezky:
- Geostezka Klíč; ukázky hornin s popisky, zahrada praktické školy Klíč, Poličská ulice, Hlinsko.
- Historie vápenictví; dobývání vápence v oblasti obcí Prachovice a Vápenný Podol, vychází od kulturní (technické) památky Berlovy vápenky, od roku 2010 muzeum v Závratci, části Třemošnice (dlouhá 31 km).
- Ke Kočičímu hrádku; k miniatuře hradu v přírodní lokalitě nad parkem zámku ve Slatiňanech, informace o přírodě a historii, rekonstruována ČSOP Nasavrky (dlouhá 2 km).
- Keltská stezka Železnými horami; místa původního osídlení Kelty, Oppidum České Lhotice, archeologické naleziště Hradiště, součást Keltského archeoparku, Nasavrky a okolí (dlouhá 9,5 km).
- Krajem Železných hor (též s názvem Stezka krajem malířů); za poznáním krajinné oblasti, vznikla již v roce 1986, v Seči navazuje na stezku Krajem Chrudimky, Seč – Ronov nad Doubravou (15 zastavení, dlouhá 23,5 km).
- Krajem Chrudimky; příroda a historie krajinné oblasti podél řeky Chrudimky, s výchozím místem u Filipovského pramene a cílem v Chrudimi (31 zastavení, dlouhá 82 km).
- Lesní stezka Borovice lánská; zřizovatel Lesy České republiky (Lesní správa Nasavrky), zaměřená na lesnictví s ekotypem borovice, lokalita Hliníky (Krejcarský les, katastr Chlumětín) až lokalita V Mýtě pod vrcholem Mýto (712 m n. m.) v Hornosvratecké vrchovině (katastr Lhoty), CHKO Žďárské vrchy (5 zastavení, dlouhá 2,8 km).[73]
- Lesní stezka Hedvičino údolí (též Hedvikovská rokle); zřizovatel Lesy České republiky, údolí Zlatého potoka, katastr Třemošnice (2 zastavení, dlouhá 0,5 km).[74]
- Lesní stezka Jeřábka; zřizovatel Lesy České republiky, zaměřená na lesnictví, faunu a floru Železných hor, Lesní správa Nasavrky, revír Bradlo, katastrální území města Seč, část Prosíčka u Seče, lokalita Roudný (560,5 m n. m.), 6 zastavení, dlouhá 2 km.[75]
- Lesní stezka Lichnice – Kaňkovy hory; zřizovatel Lesy České republiky, částí evropsky významnou lokalitou Lichnice-Kaňkovy hory (přibližně rozsahem území dříve stejnojmenná národní přírodní rezervace zřízená v roce 1992 a v letech 2016 – 2017 rozdělená na část národní přírodní rezervace Lichnice[76] a národní přírodní památky Kaňkovy hory[77]),[78] od zámku v Třemošnici údolím Zlatého potoka, v části stezka Krajem Železných hor (dlouhá asi 3,2 km).[79]
- Lesní stezka Lovětínská rokle; zřizovatel Lesy České republiky, údolí Lovětínského potoka, katastr Třemošnice (2 zastavení, dlouhá 1,5 km).[80]
- Lesní stezka mladého lesníka; zřizovatel Lesy České republiky, lesní komplex s názvem Tarabka v revíru Bradlo (Lesní správa Nasavrky), na malé ploše pod vrcholem Plesný (611 m n. m.) naučná zóna pro školy a veřejnost s tématem les a lesní zvěř, CHKO Železné hory, katastr Hodonín u Nasavrk (10 zastavení, dlouhá asi 0,4 km).[81]
- Lesní stezka Kolem Kochánovických rybníků (dříve K Tyrolskému domku); zřizovatel Lesy České republiky, lokalita lesů a rybníků v katastru Slatiňany (7 zastavení, dlouhá 2,9 km).[82]
- Lesní stezka Podhůra; zřizovatel Městské lesy Chrudim, lesní lokalita Podhůra, okrajová část Železných hor (Kameničské vrchoviny), ve vrcholové části Podhůra (356 m n. m.) geomorfologický útvar Čertova skála a rozhledna Bára II (dlouhá asi 3 km).
- Ležáky; po stopách tragických událostí a odbojové činnosti v době II. světové války (vypálení osady Ležáky 24. 6. 1942, činnost skupiny zvláštní výsadkové operace „Silver A" spojené s osudy obyvatel a odbojem v Železných horách), Národní kulturní památka Ležáky (pietně upravené místo a muzeum) – Vrbatův Kostelec (dlouhá 8 km).
- MAGMA (odvozeno: MAlebný Geologický MAglajz); naučná geologická stezka, vytyčená především pro cyklisty na trase Hlinsko – Chrudim (8 zastavení, dlouhá 56 km).
- Město dvou moří; geologická minulost Země v Železných horách, významná geologická lokalita (sedimenty dvou moří), Heřmanův Městec – Radlín (dlouhá 7 km).
- Raškovickými lomy; historie těžby kamene, život vesnice, od rozhledny Barborka, Horní Raškovice – Svinčany (dlouhá 2,2 km).
- Rybniční soustava Heřmanoměstecka; historie rybníkářství, výroby cihel, lokalita hliniště, oblast rybníka Konopáč, Heřmanův Městec (dlouhá 2,2 km).
- Z potůčku potok, z říčky řeka; tři trasy směřující k vodní nádrži Seč podél vodních toků a ploch v různých délkách: Mělice – Heřmanův Městec – Seč (přibližně 29 km), Lukavice – Nasavrky – Seč (asi 22 km), Ronov nad Doubravou – Pařížov – Seč, geomorfologicky významná trasa: z Ronovské kotliny Středolabské tabule prochází přes Golčojeníkovskou pahorkatinu a Doubravskou brázdu Hornosázavské pahorkatiny do oblasti Kameničské vrchoviny Železných hor (dlouhá 14 km).
- Žulová stezka Horkami; věnovaná geologii a přírodě Železných hor, také kamenické historii (Skutečská pahorkatina), lesní lokalita Horka na katastrálním území města Skuteč,[83] v roce 2017 úpravy (zkvalitnění cest, bezpečnostní prvky, informace pro tzv. chytré telefony) spolufinancované Programem rozvoje venkova Evropské unie,[84] (17 zastavení, dlouhá asi 4,5 km).

### Cyklotrasy
Železnými horami je vedena středně obtížná až obtížná kopcovitá část dálkové trasy Praha – Brno, v Česku cyklotrasa označená číslem 1 a v úseku Třemošnice – Seč – Rušinov – Horní Bradlo – Trhová Kamenice – Hlinsko – Herálec na ni navazují další cyklotrasy.

### Rozhledny a přístupné věže
- Barborka (Svinčany)
- Bára II (Chrudim)
- Boiika (České Lhotice)
- Milada – Lichnice (Třemošnice)
- Vojtěchovská rozhledna (Vojtěchov)
- Zuberský vrch (Trhová Kamenice)
- Veselý Kopec, expozice Muzea v přírodě Vysočina, součást Národního muzea v přírodě
- Vysílač Krásné, 182 m vysoká televizní věž

### Střediska zimních sportů
Lyžařské sjezdovky (tzv. SKI areály):
- Hlinsko
- Hluboká
- Trhová Kamenice
- Horní Bradlo
- Vápenný Podol

## Dopravní cesty
Železné hory protíná několik silnic I. třídy: silnice I/2 v úseku Zdechovice – Bernardov, silnice I/17 v úseku Heřmanův Městec – Podhořany, silnice I/37 v úseku Slatiňany – Trhová Kamenice – Ždírec nad Doubravou a silnice I/34 v úseku Ždírec nad Doubravou – Hlinsko – Krouna, na které navazují silnice nižších tříd. Významné jsou železniční dopravní cesty.

### Železnice
Železnými horami jsou vedeny dvě tratě celostátní a dvě regionální dráhy. Do podhůří Železných hor směřuje i regionální trať do Třemošnice. Železniční stanice a zastávky jsou převážně i výchozí místa pro turistiku do oblasti Železných hor.
- Železniční trať Praha – Česká Třebová v úseku Týnec nad Labem – Chvaletice; součást celostátní dráhy a také I. tranzitního a III. tranzitního železničního koridoru, významná pro oblast Chvaletické pahorkatiny a spojení do oblasti Železných hor, v Přelouči odbočuje železniční trať 015 (Přelouč – Parchovice) a v Pardubicích železniční trať 238 (Pardubice – Havlíčkův Brod).
- Železniční trať Pardubice – Havlíčkův Brod v úseku Vrbatův Kostelec – Ždírec nad Doubravou; součást celostátní dráhy, v úsecích Chrudim – Vrbatův Kostelec přibližně kopíruje severovýchodní okraj Železných hor. Od Vrbatova Kostelce (375 m n. m.) stoupá železniční trať v mnoha zákrutách k vrcholové části tzv. vnitřního hřebene Železných hor a překonává ho v železničním úseku mezi zastávkou Holetín a stanicí Hlinsko v Čechách v nadmořské výšce 600 m v lokalitě „Hanusovo položení“ pod vrcholem Medkovy kopce (638 m n. m.).[11] Železniční trať je významná pro dopravní obsluhu a přepravu v oblasti Kameničské vrchoviny, Skutečské a Stružinecké pahorkatiny, v železniční stanici Žďárec u Skutče (dříve Skuteč) odbočuje regionální dráha železniční trati 261 (Svitavy – Žďárec u Skutče).
- Železniční trať Svitavy – Žďárec u Skutče v úseku Pustá Kamenice – Čachnov – Krouna – Předhradí – Skuteč – Žďárec u Skutče; regionální dráha vedená po okraji oblasti Železných hor, významná pro turistiku do oblasti Skutečské pahorkatiny a Kameničské vrchoviny.
- Železniční trať Přelouč–Prachovice v úseku Heřmanův Městec – Prachovice; vedená do centrální části s velkolomem na vápenec, v minulosti významná především pro nákladní přepravu vápence a cementu (Prachovice, Vápenný Podol).
- Železniční trať Čáslav–Třemošnice; odbočuje ze železniční trati 230 (Kolín – Havlíčkův Brod), významná pro turistiku do oblasti Podhradské kotliny a Kameničské vrchoviny.